# Prologue du Tour de France 2006

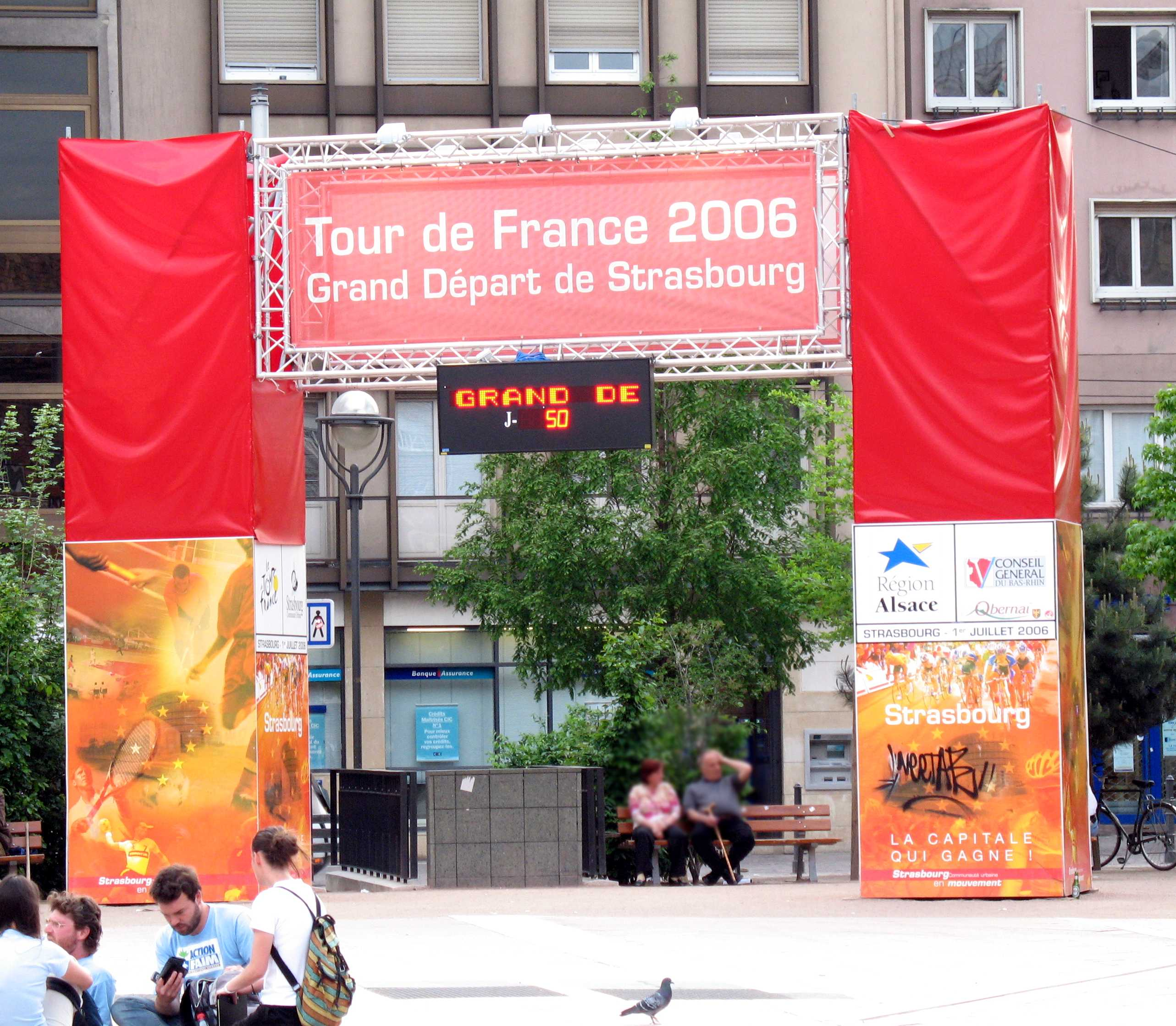
Dispositif place Kléber à Strasbourg indiquant le nombre de jours avant le départ du Tour de France 2006

Le prologue du Tour de France a eu lieu le 1er juillet 2006 dans la ville de Strasbourg avec 7 km de course en contre-la-montre individuel.

## Parcours
Ce prologue se déroule sur du plat durant les 7,1 km à travers un circuit dans les rues de Strasbourg.

## Déroulement de la course
À plus de 51 km/h de moyenne, Thor Hushovd de l'équipe cycliste Crédit agricole l'emporte en 8 min 17 s et prend le premier maillot jaune du Tour de France 2006 devançant le rouleur américain George Hincapie de l'équipe cycliste Discovery Channel de 73 centièmes de seconde.

## Résultats

### Classement intermédiaire
| Classement intermédiaire au Quai des Belges (kilomètre 3,7) | Classement intermédiaire au Quai des Belges (kilomètre 3,7) | Classement intermédiaire au Quai des Belges (kilomètre 3,7) | Classement intermédiaire au Quai des Belges (kilomètre 3,7) | Classement intermédiaire au Quai des Belges (kilomètre 3,7) |
|                                                             | Coureur                                                     | Pays                                                        | Équipe                                                      | Temps                                                       |
| ----------------------------------------------------------- | ----------------------------------------------------------- | ----------------------------------------------------------- | ----------------------------------------------------------- | ----------------------------------------------------------- |
| 1er                                                         | Alejandro Valverde                                          | ESP                                                         | Caisse d'Épargne                                            | en 4 min 4 s                                                |
| 2e                                                          | Thor Hushovd                                                | NOR                                                         | Crédit agricole                                             | + 0 s                                                       |
| 3e                                                          | David Zabriskie                                             | USA                                                         | Team CSC                                                    | + 1 s                                                       |
| 4e                                                          | George Hincapie                                             | USA                                                         | Discovery Channel                                           | + 1 s                                                       |
| 5e                                                          | Joost Posthuma                                              | NED                                                         | Rabobank                                                    | + 2 s                                                       |
| 6e                                                          | Paolo Savoldelli                                            | ITA                                                         | Discovery Channel                                           | + 2 s                                                       |
| 7e                                                          | Stuart O'Grady                                              | AUS                                                         | Team CSC                                                    | + 3 s                                                       |
| 8e                                                          | Manuel Quinziato                                            | ITA                                                         | Liquigas                                                    | + 3 s                                                       |
| 9e                                                          | Tom Boonen                                                  | BEL                                                         | Quick Step-Innergetic                                       | + 3 s                                                       |
| 10e                                                         | Sebastian Lang                                              | GER                                                         | Gerolsteiner                                                | + 4 s                                                       |
| modifier                                                    |                                                             |                                                             |                                                             |                                                             |

### Points
| Points attribués à Strasbourg (km 7,1) | Points attribués à Strasbourg (km 7,1) | Points attribués à Strasbourg (km 7,1) | Points attribués à Strasbourg (km 7,1) | Points attribués à Strasbourg (km 7,1) |
| -------------------------------------- | -------------------------------------- | -------------------------------------- | -------------------------------------- | -------------------------------------- |
|                                        | Coureur                                | Pays                                   | Équipe                                 | Point(s)                               |
| 1er                                    | Thor Hushovd                           | NOR                                    |                                        | 15                                     |
| 2e                                     | George Hincapie                        | USA                                    |                                        | 12                                     |
| 3e                                     | David Zabriskie                        | USA                                    |                                        | 10                                     |
| 4e                                     | Sebastian Lang                         | GER                                    |                                        | 8                                      |
| 5e                                     | Alejandro Valverde                     | ESP                                    |                                        | 6                                      |
| 6e                                     | Stuart O'Grady                         | AUS                                    |                                        | 5                                      |
| 7e                                     | Michael Rogers                         | AUS                                    |                                        | 4                                      |
| 8e                                     | Paolo Savoldelli                       | ITA                                    |                                        | 3                                      |
| 9e                                     | Floyd Landis                           | USA                                    |                                        | 2                                      |
| 10e                                    | Vladimir Karpets                       | RUS                                    |                                        | 1                                      |
| modifier                               |                                        |                                        |                                        |                                        |

### Classement de l'étape
| Classement du Prologue | Classement du Prologue | Classement du Prologue | Classement du Prologue | Classement du Prologue |
|                        | Coureur                | Pays                   | Équipe                 | Temps                  |
| ---------------------- | ---------------------- | ---------------------- | ---------------------- | ---------------------- |
| 1er                    | Thor Hushovd           | NOR                    | Crédit agricole        | en 8 min 16 s          |
| 2e                     | George Hincapie        | USA                    | Discovery Channel      | + 0 s                  |
| 3e                     | David Zabriskie        | USA                    | Team CSC               | + 4 s                  |
| 4e                     | Sebastian Lang         | GER                    | Gerolsteiner           | + 4 s                  |
| 5e                     | Alejandro Valverde     | ESP                    | Caisse d'Épargne       | + 4 s                  |
| 6e                     | Stuart O'Grady         | AUS                    | Team CSC               | + 4 s                  |
| 7e                     | Michael Rogers         | AUS                    | T-Mobile               | + 6 s                  |
| 8e                     | Paolo Savoldelli       | ITA                    | Discovery Channel      | + 8 s                  |
| 9e                     | Floyd Landis           | USA                    | Phonak                 | + 9 s                  |
| 10e                    | Vladimir Karpets       | RUS                    | Caisse d'Épargne       | + 10 s                 |
| modifier               |                        |                        |                        |                        |

## Classements à l'issue de l'étape

### Classement général
| Classement général | Classement général | Classement général | Classement général | Classement général |
|                    | Coureur            | Pays               | Équipe             | Temps              |
| ------------------ | ------------------ | ------------------ | ------------------ | ------------------ |
| 1er                | Thor Hushovd       | NOR                | Crédit agricole    | en 8 min 17 s      |
| 2e                 | George Hincapie    | USA                | Discovery Channel  | + 0 s              |
| 3e                 | David Zabriskie    | USA                | Team CSC           | + 4 s              |
| 4e                 | Sebastian Lang     | GER                | Gerolsteiner       | + 4 s              |
| 5e                 | Alejandro Valverde | ESP                | Caisse d'Épargne   | + 4 s              |
| 6e                 | Stuart O'Grady     | AUS                | Team CSC           | + 4 s              |
| 7e                 | Michael Rogers     | USA                | T-Mobile           | + 6 s              |
| 8e                 | Paolo Savoldelli   | ITA                | Discovery Channel  | + 8 s              |
| 9e                 | Floyd Landis       | USA                | Phonak             | + 9 s              |
| 10e                | Vladimir Karpets   | RUS                | Caisse d'Épargne   | + 10 s             |
| modifier           |                    |                    |                    |                    |

### Classement par points
| Classement par points | Classement par points | Classement par points | Classement par points | Classement par points |
| --------------------- | --------------------- | --------------------- | --------------------- | --------------------- |
|                       | Coureur               | Pays                  | Équipe                | Point(s)              |
| 1er                   | Thor Hushovd          | NOR                   | Crédit agricole       | 15 points             |
| 2e                    | George Hincapie       | USA                   | Discovery Channel     | 12 pts                |
| 3e                    | David Zabriskie       | USA                   | Team CSC              | 10 pts                |
| modifier              |                       |                       |                       |                       |

### Classement du meilleur grimpeur
Non décerné

### Classement du meilleur jeune
| Classement général du meilleur jeune | Classement général du meilleur jeune | Classement général du meilleur jeune | Classement général du meilleur jeune | Classement général du meilleur jeune |
|                                      | Coureur                              | Pays                                 | Équipe                               | Temps                                |
| ------------------------------------ | ------------------------------------ | ------------------------------------ | ------------------------------------ | ------------------------------------ |
| 1er                                  | Joost Posthuma                       | NED                                  | Rabobank                             | en 8 min 33 s                        |
| 2e                                   | Marcus Fothen                        | GER                                  | Gerolsteiner                         | + 2 s                                |
| 3e                                   | Benoît Vaugrenard                    | FRA                                  | La Française des jeux                | + 3 s                                |
| modifier                             |                                      |                                      |                                      |                                      |

### Classement par équipes
| Classement par équipes | Classement par équipes | Classement par équipes | Classement par équipes |
|                        | Équipe                 | Pays                   | Temps                  |
| ---------------------- | ---------------------- | ---------------------- | ---------------------- |
| 1re                    | Discovery Channel      | États-Unis             | en 25 min 16 s         |
| 2e                     | Team CSC               | Danemark               | + 1 s                  |
| 3e                     | T-Mobile               | Allemagne              | + 7 s                  |
| modifier               |                        |                        |                        |